# دارینو (شهرستان گافوریسکی، باشقیرستان)
دارینو (انگلیسی: Daryino, Gafuriysky District, Republic of Bashkortostan) یک شهرک در شهرستان گافوریسکی استان باشقیرستان کشور روسیه است.